# آیرشایر (ایندیانا)
آیرشایر (به انگلیسی: Ayrshire) یک منطقهٔ مسکونی در ایالات متحده آمریکا است که در شهرستان پایک، ایندیانا واقع شده‌است. آیرشایر ۱۵۶٫۹۷ متر بالاتر از سطح دریا واقع شده‌است.